# Massacre au Grand Canyon
Pour plus de détails, voir Fiche technique et Distribution.
Massacre au Grand Canyon (Massacro al Grande Canyon) est un film italien réalisé par Sergio Corbucci et Albert Band, sorti en 1964. Il met en scène James Mitchum, le fils de Robert Mitchum.

## Fiche technique
- Titre original : Massacro al Grande Canyon
- Titre français : Massacre au Grand Canyon
- Réalisation : Sergio Corbucci et Albert Band, assisté de Franco Giraldi
- Scénario : Sergio Corbucci, Albert Band et Fede Arnaud
- Photographie : Enzo Barboni
- Musique : Gianni Ferrio
- Production : Alfredo Antonini et Albert Band
- Pays d'origine :  Italie
- Format : Couleurs - 1,85:1 - Mono
- Genre : western
- Dates de sortie :
  -  Italie : 25 mai 1964
  -  Allemagne de l'Ouest : 10 mars 1967[1]
  -  France : 11 février 1973[2]

## Distribution
- James Mitchum : Wes Evans
- Milla Sannoner : Nancy
- George Ardisson : Tully Dancer
- Giacomo Rossi-Stuart : Sheriff Burt Cooley
- Eduardo Ciannelli : Eric Dancer
- Andrea Giordana
- Benito Stefanelli